# نورمان شيري (لاعب كرة قاعدة)
نورمان شيري (بالإنجليزية: Norm Sherry)‏ هو لاعب كرة قاعدة أمريكي، ولد في 16 يوليو 1931 في نيويورك في الولايات المتحدة.

## وصلات خارجية
- نورمان شيري على موقع دوري كرة القاعدة الرئيسي (الإنجليزية)
- نورمان شيري على موقعبيزبول رفرنس.كوم (الدوري الرئيسي) (الإنجليزية)
- نورمان شيري على موقعبيزبول رفرنس.كوم (الدوري الثانوي) (الإنجليزية)
- نورمان شيري على موقع مشجعي الرسوم البيانية (الإنجليزية)